# Friedrich Stade
Friedrich Ludwig Rudolf „Fritz“ Stade (* 8. Januar 1844 in Arnstadt; † 12. Juni 1928 in Leipzig) war ein deutscher Musiker, Musiklehrer und Musikschriftsteller.

## Leben
Friedrich Stade war ein Enkel des Kantors und Lehrers (von 1805 bis 1855) und Stadtkantors (ab 1860) Joh. Chr. Gottlob Stade (* 13. Juli 1778, † 29. Mai 1865) in Arnstadt, des einzigen Sohns von Johann Michael Stade, Schultheiß in Siegelbach, und seiner Ehefrau Katharine Louise Justine geb. Katterfeld (1785–1848).
Friedrich war der vierte Sohn von Friedrich Carl Stade (* nach 1805, † nach 1874), Mundkoch bei der Fürstin-Mutter Karoline in Arnstadt, und seiner Ehefrau Agnese Friederike geb. Röhm. Der Vater wurde 1857 an den Hof des Fürsten Günther Friedrich Carl in Sondershausen berufen. Daher besuchte Friedrich zunächst die Bürgerschule und das Gymnasium in Arnstadt und ab 1857 das Gymnasium in Sondershausen, das er im Herbst 1862 abschloss.
Er hatte seinen ersten Klavier- und Orgelunterricht beim Großvater. In Sondershausen erhielt er Unterricht bei dem Hofkapellmeister Eduard Stein, der sehr früh die Neudeutsche Schule pflegte. Stein führte auch im September 1863 im Rahmen der Loh-Konzerte eine Komposition von ihm auf, in der ein Rezensent „ein nicht gewöhnliches Talent“ erkannte. Noch im Sommer 1862, vor dem Schulabschluss, lernte Stade Franz Brendel kennen, den Herausgeber der Neuen Zeitschrift für Musik und Präsidenten des Allgemeinen Deutschen Musikvereins.
Stade nahm 1862 ein Studium der klassischen Philologie in Leipzig auf und wechselte Ostern 1863 nach Erlangen. Ostern 1864 kehrte er nach Leipzig zurück und führte sein Studium nominell bis 1866 weiter. Tatsächlich war seine Rückkehr jedoch mit einer Hinwendung zur Musik verbunden: Als erstes erneuerte er seine Bekanntschaft mit Brendel und trat dem Musikverein bei. Brendel setzte ihn schon bald als Sekretär des Vereins ein. Bereits 1865 berichtete er für die Neue Zeitschrift für Musik von der Tonkünstlerversammlung in Dessau vom Mai; 1866 hatte er nicht nur einen größeren Aufsatz über Liszt, sondern auch kleinere Besprechungen und eine Journalumschau. Es folgten Jahre intensiver Publikationstätigkeit.
Von Carl Riedel und Ernst Friedrich Richter, den Lehrern am Leipziger Konservatorium, erhielt er Privatunterricht in musikalischer Theorie; mit Brendels Musikgeschichte machte er sich innig vertraut.
Seine wesentliche Einnahmequelle war Klavierunterricht am Institut für Pianofortespiel von Joh. Zschocher; später unterrichtete er dort auch Harmonie. Ab 1882 war er als selbständiger Musiklehrer verzeichnet. 1885 war er Sekretär im Leipziger Zweig des Allgemeinen deutschen Musiklehrer-Verbands.
Gegen Ende 1869 entwickelte er eine Kritik an der Theorie des einflussreichen Musikästhetikers Eduard Hanslick, eines Kritikers der Neudeutschen Schule. Im Frühjahr 1870 suchte er nach einer Universität, wo er die Schrift Vom Musikalisch-Schönen als Dissertation einreichen konnte. So fragte er im April in Jena nach und am 8. Mai in Freiburg. Die Bedingungen dort sagten ihm zu: Seine Studienbelege aus Leipzig und Erlangen (alle ohne eine Prüfung erworben) wurden akzeptiert, und ihm wurde die mündliche Prüfung erlassen. Schon am 24. Mai 1870 wurde ihm die Doktorwürde erteilt. Am 24. Mai 1921 erhielt er das 50-jährige Doktordiplom.
Da Wagner sich über Stades Meistersinger-Bericht von 1869 sehr erfreut geäußert hatte, schickte er ihm einen Druck der nun als Promotionsschrift akzeptierten Hanslick-Kritik. Wagner dankte ihm anerkennend durch einen Offenen Brief in dem neu gegründeten Musikalischen Wochenblatt, bei dem Stade aktiver Beiträger geworden war.
Ab April 1874 unterrichtete er Geschichte und Kritik an der Akademie der Tonkunst von Hermann Müller. Ab 1875 leitete er den Leipziger Chorgesangverein.
Ab 1885 war Stade Organist an der ev.-ref. Kirche; im März 1895 wechselte er an die Peterskirche. Dort ging er 1920 in den Ruhestand.
1886 war er 2. Vorsitzender des Leipziger Liszt-Vereins. Von 1886 bis 1916 war er Sekretär der Direktion des Gewandhausorchesters.
Stade wirkte über viele Jahre an mannigfachen Aufführungen mit. Oft war er wesentlicher Initiator, manche Aufführungen waren bedeutsam für Leipzigs Musikkultur.
Von ihm selbst sind nur wenige Kompositionen bekannt. Er publizierte jedoch zahlreiche Bearbeitungen bedeutender Werke. Liszt beauftragte ihn, für die ganze Faust-Sinfonie einen vierhändigen Klavierauszug auszuarbeiten. Ein nachhaltiger großer Erfolg war 1895 seine Bearbeitung des Wohltemperierten Klaviers, dem er eine partiturmäßige Darstellung gab.
Anlässlich seines 70. Geburtstags 1914 wurde Stade zum Professor ernannt. 1915 erhielt er die Ritterinsignien I. Klasse des Herzoglich Anhaltischen Hausordens Albrechts des Bären.
Stade gründete im Winter 1869 seinen eigenen Hausstand. Seine Ehefrau „Dr. Clara Stade“ war 1870 als Mitglied des Allgemeinen Deutschen Musikvereins verzeichnet. Seine Tochter Susanne schloss etwa 1892 eine Gesangsausbildung bei Marie Unger-Haupt ab. Ab 1894 inserierte sie als selbständige Sängerin, 1897 und 1898 auch als Gesanglehrerin. Nach dem Tod ihres Vaters übernahm sie seine Wohnung.

## Werke

### Allgemeine Texte (Auswahl)
- Die vierte allgemeine Tonkünstlerversammlung zu Dessau. In: Neue Zeitschrift für Musik, 61. Bd. 1865, S. 213ff. und 221ff.
- Franz Liszt, Zwei Episoden aus Lenau’s „Faust“. In: Neue Zeitschrift für Musik, 62. Bd. 1866 S. 269ff., 277ff. und 286f.
- Die Tonkünstler-Versammlung in Altenburg vom 19. bis 23. Juli 1868. In: Neue Zeitschrift für Musik 64. Bd., 1868, S. 261ff. (Berlioz), S. 269ff. (Liszt) und S. 281ff.
- Richard Wagner’s „Meistersinger“ und die gegnerische Kritik. In: Neue Zeitschrift für Musik 64. Bd., 1868, S. 265ff.
- Literatur der neudeutschen Schule. In: Almanach des Allgemeinen Deutschen Musikvereins. 1. Jg., Leipzig 1868, S. 220–234.
- Wagner’s „Meistersinger“ auf der Dresdener Hofbühne. In: Neue Zeitschrift für Musik, Bd. 65, 1869, S. 54ff. und 61ff.
- Zur Wagner-Frage. Mit Bezug auf Dr. K. A. Pabst’s Schrift „Die Verbindung der Künste auf der dramatischen Bühne.“ In: Musikalisches Wochenblatt 1. Jg. 1870, S. 529ff., 546ff., 561ff., 580ff. und 593ff.
- Die erste Aufführung von R. Wagner’s „Meistersingern“ in Leipzig am 6. December 1870. In: Musikalisches Wochenblatt. 1. Jg. 1870, S. 792f.
- Richard Wagner, Kaiser-Marsch für grosses Fest-Orchester. In: Musikalisches Wochenblatt 2. Jg. 1871, S. 260ff.
- Franz Liszt, Phantasie und Fuge über das Thema BACH für das Pianoforte. In: Musikalisches Wochenblatt. 2. Jg. 1871, S. 440ff.
- Der erste Satz der neunten Symphonie Beethoven’s. In: Musikalisches Wochenblatt 3. Jg. 1872, S. 545ff., 561f., 593ff., 657f., 687f., 703f., 751f., 783f. und 815ff.
- Concertbericht aus Sondershausen. In: Musikalisches Wochenblatt 3. Jg. 1872, S. 552ff.
- Bearbeitung von: Franz Brendel, Geschichte der Musik in Italien, Deutschland und Frankreich. Von den ersten christlichen Zeiten bis auf die Gegenwart. 5. Aufl. 1875; 6. Aufl. 1878.[37]
- Die Bedeutung des Ringes in Wagner’s „Ring des Nibelungen“. In: Neue Zeitschrift für Musik, Bd. 74, 1878, S. 262ff.
- Zur Frage über die Bedeutung des Ringes in Wagner’s „Nibelungen“. In: Neue Zeitschrift für Musik, Bd. 74, 1878, S. 324.
- Jubiläum des Riedel’schen Vereins. In: Leipziger Tageblatt vom 20. und 21. Mai 1879, S. 2907 und 2927.
- Zur Beurtheilung der Dichtung von Rich. Wagner’s „Der Ring des Nibelungen“. In: Neue Zeitschrift für Musik, Bd. 75, 1879, S. 369f., 381ff., 404, 413ff., 421ff., 445ff. und 456f.
- Ein „objectiver“ Wagner-Beurtheiler. In: Musikalisches Wochenblatt Jg. 15, 1884, S. 276ff., 291f., 319f. und 333ff.
- Liszt-Verein. In: Leipziger Tageblatt vom 12. September 1886, S. 5140.
- Liszt’s Oratorium „Christus“. In: Leipziger Tageblatt vom 25. Januar 1899 (Früh-Ausgabe), S. 659.
- Die harmonische Grundlage des letzten Satzes der B moll-Sonate von Chopin (mit einer Musikbeilage). In: Musikalisches Wochenblatt. 35. Jg. 1904, S. 87ff. und Musikbeilage.

### Vom Musikalisch-Schönen
- Ueber den Inhalt der Musik. Mit Bezug auf Dr. Eduard Hanslick’s Schrift „Vom Musikalisch-Schönen“. In: Almanach des Allgemeinen Deutschen Musikvereins. 3. Jg., Leipzig o. J. [1871], S. 73–88.
(„Bruchstück einer demnächst erscheinenden längeren Abhandlung“; der Druck des Hefts war für Neujahr 1870 vorgesehen.)
- Vom Musikalisch-Schönen. Mit Bezug auf Dr. E. Hanslick’s gleichnamige Schrift. In Neue Zeitschrift für Musik Bd. 66, 1870, S. 241ff., 253ff., 261ff., 269ff. und 277ff.
- Vom Musikalisch-Schönen. Mit Bezug auf Dr. E. Hanslick’s gleichnamige Schrift. Inauguraldissertation zur Erlangung der philosophischen Doctorwürde an der Universität Freiburg. (kein Verlag) o. O., o. J. [1870]. (Digitalisat)
(Leicht erweitert gegenüber der NZfM.)
- Vom Musikalisch-Schönen. Mit Bezug auf Dr. E. Hanslicks gleichnamige Schrift. Zweite Auflage. (Im wesentlichen unveränderter Abdruck der 1870 erschienenen 1. Auflage.) C. F. Kahnt Nachfolger, Leipzig 1904.[38]
(Gegenüber der 1. Aufl. orthographisch modernisiert.)

### Musikalische Bearbeitungen (Auswahl)
- Liszt-Bearbeitungen in der Edition Schuberth (No. 80, 2464, 2465, 206): Neue Zeitschrift für Musik Bd. 80, 1884, Anzeige.
- Joh. Seb. Bach. Fugen des wohltemperirten Claviers partiturmässig dargestellt und nach ihrem Bau erläutert. (1. Theil.) Edition Steingräber, Leipzig 1895.[39]
Besprechung in Neue Zeitschrift für Musik. 63. Jg. (Bd. 92), 1896 S. 272 und in Musikalisches Wochenblatt. 27. Jg., 1896, S. 639f..
Anzeige für 1. und 2. Teil in Musikalisches Wochenblatt. 29. Jg., 1898, S. 300.
- Bearbeitungen in der Edition Steingräber: Anzeige in Zeitschrift für Musik, 91. Jg. 1924, S. 47.

### Kompositionen
- Adagio lùgubre (aufgeführt am 20. September 1863 in Sondershausen)[40][10]
- Vier Männerchöre. E. W. Fritzsch, Leipzig.[41]
Besprechung in Musikalisches Wochenblatt 24. Jg. 1893, S. 512.

## Nachweise
1. ↑  Stade wird in manchen Veröffentlichungen „Fritz“ genannt, z. B. in einer Notiz zu seinem 60. Geburtstag: Neue Zeitschrift für Musik, 71. Jg., 1904, S. 43.
Nicht zu verwechseln mit Wilhelm Stades ältestem Sohn Fritz Stade in Danzig (Todesnachricht in Musikalisches Wochenblatt 22. Bd. 1891, S. 83).
2. ↑  Kirchenamtsangabe in Privilegirtes Arnstädtisches Regierungs- und Intelligenz-Blatt vom 20. April 1844, S. 139.
3. 1 2  laut Prüfer 1904.
4. ↑  Todes- und Geburtsangabe in Privilegirtes Arnstädtisches Regierungs- und Intelligenz-Blatt vom 21. April 1849, S. 148.
5. 1 2 3  laut Lebenslauf.
6. ↑  Regierungs- und Nachrichtsblatt für das Fürstenthum Schwarzburg-Sondershausen vom 31. Dezember 1874, S. 621.
7. ↑  Schwarzburg-Sondershäusischer Hof- und Address-Kalender […] 1831, S. 30; Hatham, Arnstadt […]. Ein Hand- und Addressbuch […]. [1842], S. 298.
8. ↑  laut Pfarrerbuch S. 372.
9. ↑  Friedrichs Bruder August Julius (* etwa 1831) wurde Postsekretär in Arnstadt (Verzeichnis der Arnstädter Abiturienten S. 18).
Sein Bruder Hermann (* 1835) starb jung (Der Deutsche. Sondershäuser Zeitung vom 29. Juli 1865, S. 708).
Der Bruder Carl Louis Friedrich (* 1840) gab seine Vikarstelle auf (Pfarrerbuch S. 372).
10. 1 2  Bericht in Neue Zeitschrift für Musik, 59. Bd. 1863, S. 123.
11. ↑  Brendel war im Juli/August für mehrere Wochen in Sondershausen: Neue Zeitschrift für Musik 57. Bd. 1862, S. 73.
12. ↑  Im Studium erhielt Stade Stipendien des Fürstentums: Der Deutsche. Sondershäuser Zeitung 1863, S. 361; 1864, S. 381; 1865 S. 425.
13. ↑  Neue Zeitschrift für Musik, 60. Bd. 1864, S. 150, Fremdenliste, und 209, Geschäftsbericht.
14. ↑  Er war jedoch nie am Konservatorium eingeschrieben; vgl. Statistik des Königl. Conservatoriums der Musik zu Leipzig 1843–1883. Leipzig 1883.
15. ↑  Musikalisches Wochenblatt 1. Jg. 1870, S. 74.
16. ↑  Leipziger Adreß-Buch 1882, S. II-169.
17. ↑  Musikalisches Wochenblatt 16. Jg. 1885, S. 128.
18. ↑  Brief vom 17. April 1870 über Promotionsbedingungen in Jena. (Staatsbibliothek Berlin, Musikabteilung Sign. Mus.ep Stade, F. 1).
19. ↑  Universitätsarchiv Freiburg Sign. 2-174.
20. ↑  Universitätsarchiv Freiburg Sign. 26-918; Zeitschrift für Musik, 88. Jg. 1921, S. 399.
21. ↑  An Herrn F. Stade, Dr. phil. In: Musikalisches Wochenblatt 2. Jg., 1871, S. 33–35.
22. ↑  Neue Zeitschrift für Musik, Bd. 70, 1874, S. 112.
23. ↑  Neue Zeitschrift für Musik,Bd. 71, 1875, S. 379.
24. ↑  Leipziger Adreß-Buch 1886, S. II-91.
25. ↑  Musikalisches Wochenblatt 26. Jg. 1895, S. 161; Leipziger Adreß-Buch 1896, S. II-127.
26. ↑  Zeitschrift für Musik 87. Jg., 1920, S. 87.
27. ↑  Musikalisches Wochenblatt 17. Jg. 1886, S. 384.
28. ↑  Leipziger Adreß-Buch 1916, S. IV-75.
29. ↑  Würdigung bei Prüfer 1904.
30. ↑  Brief vom 11. Dezember 1880, in: Franz Liszt’s Briefe, hrsg. von La Mara. 2. Band. Leipzig 1893, S. 302ff.
31. ↑  Neue Zeitschrift für Musik 82. Jg., 1915, S. 288.
32. ↑  Neue Zeitschrift für Musik Bd. 66, 1870, S. 251.
33. ↑  Musikalisches Wochenblatt 23. Jg. 1892, S. 287f.; vgl. auch S. 400 und 1893 u. a. S. 347.
34. ↑  Musikalisches Wochenblatt 25. Jg. 1894, S. 648; 28. Jg. 1897, S. 32 und 29. Jg. 1898, S. 28.
35. ↑  Ihre Adresse (Ranstädter Steinweg 49) war auch die ihres Vaters (Leipziger Adreß-Buch 1897, S. I-830.)
36. ↑  nunmehr in der Döllnitzer Straße 18 (Leipziger Adreß-Buch 1928, S. I-1025; 1929, S. I-1049).
37. ↑  Anzeige in Neue Zeitschrift für Musik Bd. 70, 1874, Verlagsprospekt bzw. Bd. 74, 1878, S. 545ff.
38. ↑  Besprechung in Musikalisches Wochenblatt 36. Jg. 1905, S. 48.
39. ↑  Anzeige in Musikalisches Wochenblatt. 26. Jg. 1895, S. 606.
40. ↑  Ankündigung in Der Deutsche. Sondershäuser Zeitung vom 15. September 1863, S. 882.
41. ↑  laut Prüfer 1904 bei C. F. W. Siegel’s Musikalienhandel (R. Linnemann) erschienen.
42. ↑  Personal der Philosophischen Fakultät: Personalverzeichnis 1870, S. 6.
43. 1 2  Beruht auf einem Lebensbericht von Stade, den sein einstiger Schüler Arthur Prüfer verwahrt und für den Artikel zur Verfügung gestellt hat.

| Personendaten    | Personendaten                                                     |
| ---------------- | ----------------------------------------------------------------- |
| NAME             | Stade, Friedrich                                                  |
| ALTERNATIVNAMEN  | Stade, Friedrich Ludwig Rudolf (vollständiger Name); Stade, Fritz |
| KURZBESCHREIBUNG | deutscher Musiker und Musikschriftsteller                         |
| GEBURTSDATUM     | 8. Januar 1844                                                    |
| GEBURTSORT       | Arnstadt                                                          |
| STERBEDATUM      | 12. Juni 1928                                                     |
| STERBEORT        | Leipzig                                                           |